# PGC 28261
LEDA/PGC 28261 ist eine elliptische Galaxie vom Hubble-Typ E im Sternbild Drache. Sie ist schätzungsweise 784 Millionen Lichtjahre von der Milchstraße entfernt. Vom Sonnensystem aus entfernt sich das Objekt mit einer errechneten Radialgeschwindigkeit von näherungsweise 17.400 Kilometern pro Sekunde.